# يوم الصرائم
يوم الصرائم أو يوم الجرف أو يوم قعنب المبير أحد أيام العرب في الجاهلية، تواجهت فيها بني رياح بن يربوع وبني عبس نتيجة لإغارة بني عبس على ربيعة بن مالك بن حنظلة.

## نبذة
بدأت المواجهة بإغارة بني عبس على بني رياح، فأتى الصريخ بني يربوع، فركبوا في طلب بني عبس، فأدركوهم بذات الجرف. فقتلوا شريحًا وجابرًا ابني وهب من بني عوذ بن غالب، وأُسر الحكم بن مروان بن زنباع العبسي من قبل أسيد بن حياة السليطي، كما أُسر زنباعًا و فروة ابني مروان بن زنباع من قبل بنو حميري بن رياح.
وقتل عصمة بن حدرة الرياحي سبعين رجلا من بني عبس - وقال قائل بل قعنب بن عتاب بن الحارث بن عمرو بن همام هو الذي قتلهم فسمي في هذا اليوم قعنب المبير - وقد كان العفاق بن الغلاق بن قيس بن عبد الله بن عمرو بن همام خرج في طلب إبل له، فمرَّ ببني عبس، فأخذه شريح وجابر ابنا وهب فقتلاه.
قال: فنذر عصمة بن حدرة ألا يطعم خمرا، ولا يأكل لحما، ولا يقرب امرأة، ولا يغسل رأسه، حتى يقتل به سبعين رجلاً من بني عبس فقال لما قتلهم:

## في الشعر
وقال في هذا اليوم الحطيئة وكان في الجيش فهرب:
وقال في هذا اليوم أيضاً شميت بن زنباع بن الحارث بن ربيعة بن زيد ابن رياح:
قال: شريح وجابر ابنا وهب، وهما من بني عوذ بن غالب.
وقد قال الشاعر حبيب بن أوس الطائي -أبو تمام-:
وقال في هذا اليوم رافع بن هريم الرياحي يرتجز:
قوله درم، يعني ملسا غامضة المسامير. قال: وذلك لكثرة استعمالهم إياها املاست وسلست.